# Zabórie (Perm)
|  | Per a altres significats, vegeu «Zaborie». |

Zabórie (en rus: Заборье) és un poble del krai de Perm, a Rússia, que el 2010 tenia 25 habitants.